# Olympic Studios

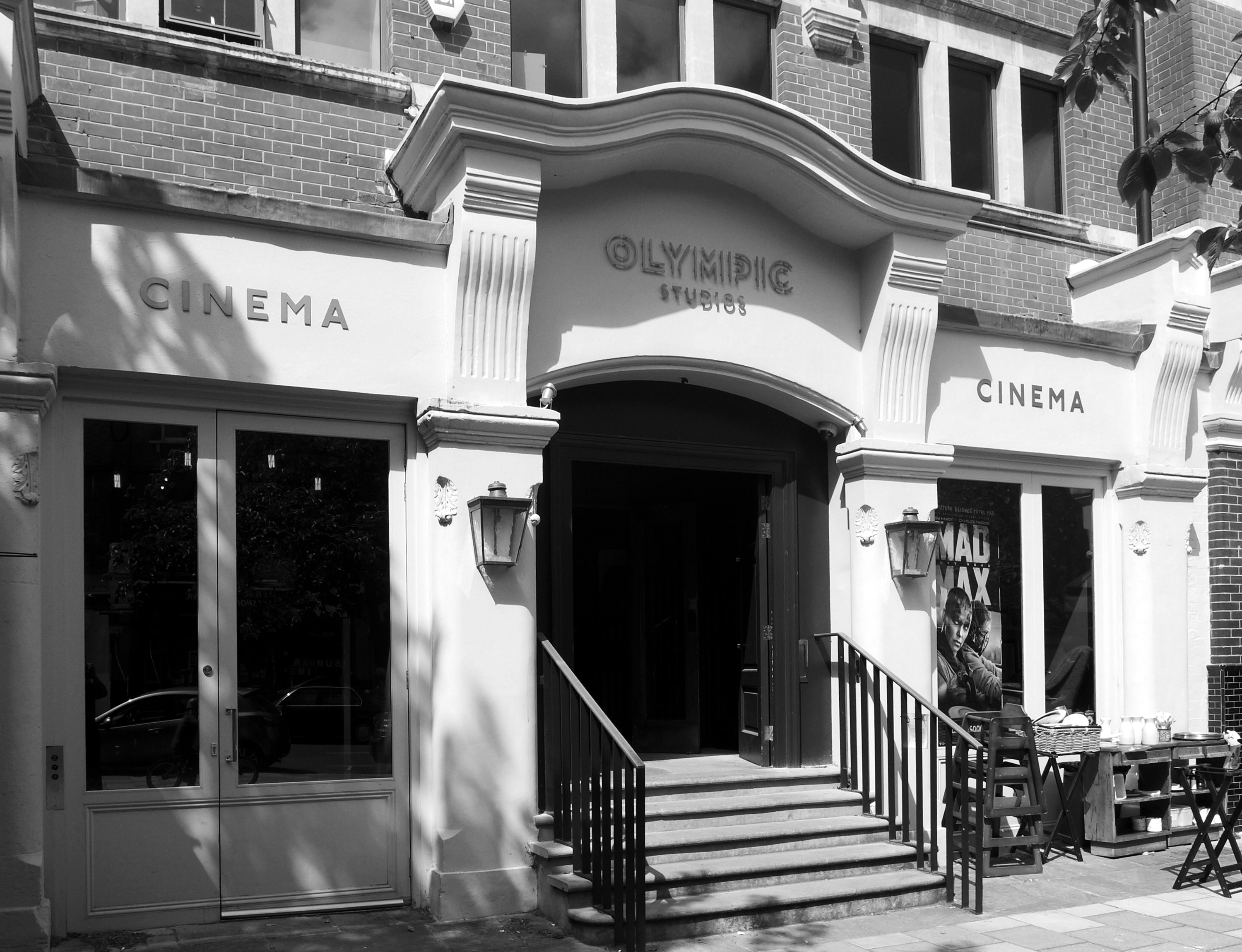
Olympic Studios

Die Olympic Studios waren bedeutende unabhängige Tonstudios in Barnes (London Borough of Richmond upon Thames), bei denen die Band The Rolling Stones große Teile ihres frühen Repertoires aufgenommen hatten. Die Studios existierten von 1957 bis 2009. Auf die Studios entfiel ein wesentlicher Anteil der britischen Musikproduktionen von Beatbands, deren Musik die kontinentalen Hitparaden dominierte und die British Invasion in den USA repräsentierte.

## Gründung 1957
Sie begannen als Olympic Sound Studios im Jahre 1957 in der Carton Hall, Carton Street im Londoner Stadtteil Marylebone. Gemietet wurde das Gebäude durch den blinden Geschäftsmann Angus McKenzie, der kurz zuvor von Larry Lyon das Olympia Studio in Fulham gekauft hatte; hiernach benannte er seine neuen Tonstudios. Als Partner involvierte er den Toningenieur Richard „Dick“ Swettenham. Die Carton Hall war eine ehemalige Synagoge, umgebaut durch Robertson Grant (dem Vater von Keith Grant, der in den neuen Tonstudios 1958 als Toningenieur begann). Die ersten Aufträge waren Jingles, die ab dem 2. März 1959 bis 4. November 1962 hier entstanden. In den Studios gab es ab 1960 einen der ersten Vierspurrekorder in Großbritannien und das weltweit erste Mischpult auf Transistorbasis, entwickelt von Swettenham. Auch klassische Musik wurde anfangs hier aufgenommen. Konzertpianist Sergio Fiorentino nahm hier Frédéric Chopins Tarantella As-Dur (op. 43), Franz Liszts Canzone Napolitana (S. 248) und Nocturne Impromptu (S. 191) (aufgenommen am 4. März 1960), Ludwig van Beethovens Sonata 9 in E-Dur (op. 14#1), Sonate 27 e-Moll (op. 90), Chopins Nocturnen 1-20 (5. März 1960) oder Chopins Impromptu #4 C-Moll (op. 66) (3. Mai 1960) auf.

## Rock ’n’ Roll und Beatmusik
Gene Vincent hielt sich gerade wegen einer Europa-Tournee in London auf, um am 7. November 1963 (Humpity Dumpity) und 14. November 1963 (Temptation Baby, Where Have You Been All My Life, The Beginning of the End), 16. März 1964 (Love Love Love, Lavender Blue, You Are My Sunshine), 15. April 1964 (fünf Titel), 23. Juni (drei Titel) und 24. Juni 1964 (drei Titel) in den Olympic Sound Studios aufzunehmen. Dusty Springfield war hier bis Juni 1964 häufiger Gast und stand für ihr Album Stay Awhile (Oktober 1963 bis Januar 1964) mit dem Hit I Only Want to be With You (17. Oktober 1963; Rang 4) oder I Just Don’t Know What to do With Myself (4. Juni 1964; Rang 3) vor dem Mikrofon. Die erstgenannte Ballade wurde zum ersten Millionenseller für das Studio. Gene Pitney nahm hier That Girl Belongs to Yesterday (29. Februar 1964) auf, produziert von Rolling-Stones-Produzent Andrew Loog Oldham und Chris Blackwell. Letzterer buchte die Studios für Millie Small und ihr nachhallbeladenes One-Hit-Wonder My Boy Lollipop (Januar 1964). Der Song mit dem Ska-Rhythmus verkaufte weltweit mindestens sechs Millionen Exemplare und war die erfolgreichste Single aus den Studios. Marianne Faithfull nahm unter anderem ihre Hits As Tears Go By (28. Mai 1964; Rang 9) und This Little Bird (9. April 1965; Rang 6) hier auf.
Die ersten Aufnahmen der Graham Bond Organisation fanden am 16. und 19. Dezember 1964 für das Album The Sound of ’65 mit berühmter Besetzung statt: Graham Bond (Orgel/Altsaxophon/Gesang), Jack Bruce (Bass), Ginger Baker (Schlagzeug) und Dick Heckstall-Smith (Tenorsaxophon); produziert von Robert Stigwood, Toningenieur war Keith Grant. Es folgten die Alben There’s a Bond Between Us (16. Dezember 1964, 30. Juni und 1. Juli 1964) sowie Teile des Albums Solid Bond (Oktober 1966).
Die Band The Troggs suchte im Februar 1966 die Studios für Wild Thing auf, die Aufnahmesession fand unter der Leitung von Keith Grant mit dem Produzenten Larry Page statt. Die Gruppe orientierte sich an der ursprünglichen Demoaufnahme, so dass auch die von Musikdirektor Colin Frechter gespielte Okarina zu hören war. Die Gitarren sind nicht korrekt auf ein Mittel-C gestimmt, und so erscheinen die Akkorde wie zwischen A und B. Von nur zwei Takes wurde das einheitlich aufgenommene Take 2 als Mastertape verwendet und am 22. April 1966 veröffentlicht. In derselben Aufnahmesession entstand auch der Nachfolgehit With a Girl Like You, der nach seiner Veröffentlichung im Juni 1966 zum ersten Nummer-eins-Hit für die Olympic-Tonstudios wurde. Dem Jazz zuzurechnen sind das Mike Westbrook Sextet und Mike Osborne Quintet/Mike Surman, die hier acht bisher unveröffentlichte Titel aufnahmen (28. August 1966).
Die, in Europa noch unbekannten, australischen Easybeats nahmen im September 1966 insgesamt vier Titel während einer 8-Stunden-Session in den Olympic Studios unter Studioregie von Shel Talmy auf. Talmy entschied sich für Friday on My Mind mit den markanten verflochtenen Riffs zweier Gitarren, in nur einem Take fertiggestellt. Seine Idee war das kurze Schlagzeugsolo kurz vor Schluss, das den letzten Refrain einleitet. Der am 14. Oktober 1966 veröffentlichte Titel Friday on My Mind entwickelte sich zum Millionenseller, für den sie am 12. Mai 1967 eine Goldene Schallplatte verliehen bekamen.

## Neue Studios
Im Jahre 1965 erfuhr Studioinhaber Angus McKenzie von Abrissplänen in der Carton Street, wodurch das Studiogebäude einem Parkhaus weichen musste. Auf der Suche nach einem neuen Standort fand er in Barnes (einem Stadtteil im London Borough of Richmond upon Thames) 1966 ein neues Objekt. In der ehemaligen, am 20. Dezember 1906 eröffneten Byfeld Hall (117 Church Road) war zunächst eine Tanzhalle, danach ein Filmstudio für Fernsehwerbung untergebracht. In der Bauphase erfolgten zahlreiche Umbauten für Studiotechnik durch Keith Grant und Russel Pettinger, es fand sogar ein 70-Personen-Orchester Platz. Grant und Cliff Adams kauften 1966 die Anteile von Angus McKenzie und benannten das Tonstudio in Olympic Studios um. Im Januar 1967 wurden die Studios mit einem Hauptstudio 1, einem zweiten Studio und einer Echokammer im Keller eröffnet, Chefingenieur wurde Richard Swettenham. Eine der ersten Aufnahmen in den noch unfertigen Studios machten die Rolling Stones, die dort am 16. November 1966 ihre Hitsingle Ruby Tuesday aufnahmen. Es folgten Eric Burdon and the Animals im Dezember 1966 mit When I Was Young; bereits im Januar 1967 kehrten sie für Winds of Change und Poems by the Sea zurück. Das Ben Webster Sextet nahm hier am 27. April 1967 den Jazztitel Moonglow auf.

## The Rolling Stones
Die Rolling Stones wurden zu regelmäßigen Kunden und buchten die inzwischen renommierten Studios für sechs aufeinanderfolgende Alben zwischen 1966 und 1972. Ihnen gefielen die Studios wegen der technischen Möglichkeiten, die an die RCA-Studios in Los Angeles heranreichten. Die ersten Aufnahmesessions fanden am 10. Mai 1963 noch in den alten Studios statt (darunter die erste Single Come On / I Want to Be Loved). In einer Zwischenphase nutzten sie dann die Decca-eigenen Tonstudios. Dann kamen sie zwischen dem 8. und 26. November 1966 zu Aufnahmen für die LP Between the Buttons zurück, von der Hits wie Dandelion und Ruby Tuesday / Let’s Spend the Night Together (mit Jack Nitzsche am Klavier) ausgekoppelt wurden; die Abmischung fand am 6. Januar 1967 statt. Die nächste LP Their Satanic Majesties Request (9. Februar bis 23. Oktober 1967) wurde bereits in den neuen Olympic Studios aufgenommen. Es folgten Beggars Banquet (17. März bis 25. Juli 1968; mit Sympathy for the Devil, Juni 1968), Let It Bleed (16./17. November 1968, 10. Februar bis 2. November 1969; mit You Can’t Always Get What You Want, 16./17. November 1968), das Doppelalbum Exile on Main St (Juni 1969 bis März 1972), Get Yer Ya-Ya’s Out! (Januar bis April 1970) oder Teile von Sticky Fingers (22. März 1969 bis Januar 1971). Es folgte Mixed Emotions (9. März bis 29. Juni 1984); noch bis Steel Wheels (Juli 1989) waren die Studios – allerdings gemeinsam mit anderen – in die Sessions der Stones eingebunden.

## Weitere Beatbands
Inzwischen hatten auch weitere Interpreten hier aufgenommen. Eric Clapton und Jimmy Page spielten im Juni 1965 vier bluesorientierte Stücke ein, und zwar Choker / Draggin’ My Tail / Snake Drive / West Coast Idea; sie wurden am 17. August 1965 nochmals verbessert aufgenommen. Die Who hatten ihre bisherigen Hits in anderen Londoner Studios aufgenommen. Am 12. Februar 1966 standen sie in der Carton Street – den alten Studios - für Substitute vor den Mikrofonen, jedoch nicht von Shel Talmy produziert, wovon 200.000 Exemplare verkauft wurden. Erst 1971 kehrten die Who zu den Studios zurück.
Die britische Artrock-Formation Soft Machine nahm am 5. Februar 1967 in den neuen Studios ihre erste Single Love Makes Sweet Music / Feelin’ Reelin’ Squeelin’ auf, ebenso ihr Album Volume 2 (Februar bis März 1969). Bei Del Shannons LP Runaway ’67 wirkten viele Sidemen wie John Paul Jones, Nicky Hopkins oder Jimmy Page mit (23. bis 26. Februar 1967). Die neue Band Procol Harum stand im April 1967 für ihre Bach-Adaption A Whiter Shade of Pale vor den Mikrofonen und vollendete den Song während einer dreistündigen Session in nur zwei Takes ohne Overdubs. Weltweit wurden hiervon mindestens sechs Millionen Singles verkauft. Die Jazzsängerin Carmen McRae reiste für ihre LP For Once in my Life (10. bis 12. April 1967) eigens nach London.
Das gleichnamige Debütalbum der Small Faces (Februar 1966) wurde bei IBC und Olympic aufgenommen, die LP From the Beginning? entstand bei Decca, IBC und Olympic (Mai 1967), die dritte LP hieß nochmals Small Faces (veröffentlicht im Juni 1967). Der im Cockney-Dialekt gesungene Hit Lazy Sunday wurde aus dem Album Ogdens’ Nut Gone Flake (November bis Dezember 1967) ausgekoppelt. Die Single Itchycoo Park (3. bis 7. Juli 1967; über Schulschwänzen im Little Ilford Park in London) fiel aufnahmetechnisch durch das Flanging von Toningenieur George Chkiantz auf, der diesen Soundeffekt dem regulären Toningenieur Glyn Johns zeigte. Zur selben Zeit befand sich die neugegründete Gruppe Traffic im Studio, um mit dem amerikanischen Produzenten Jimmy Miller ihr Debütalbum Mr. Fantasy (April bis November 1967) aufzunehmen. Hits hieraus waren Paper Sun und Hole in My Shoe. Im selben Zeitraum weilten auch die Rolling Stones in den Studios für ihr Album Their Satanic Majesties Request.
Die Yardbirds begannen ihre Karriere in den Olympic Studios mit der Single A Certain Girl / I Wish You Would (März 1964) und Crossroads (August 1964), danach wechselten sie häufig die Studios. Es folgte der Yardbirds-Hit Still I’m Sad, sowohl in den IBC-Studios als auch bei Olympic aufgenommen (27. Juli 1965). Erst zu Little Games (5. März 1967) und Ten Little Indians (25. September 1967) kehrten sie in die Studios zurück.
Ein großer Teil des späteren Repertoires der Who entstand in den Olympic Studios. Erste war die LP Who’s Next (März bis Mai 1971). Weitere Titel waren Naked Eye (9. bis 12. April 1971), Bargain und Too Much of Anything, Mary, My Wife, Baba O’Riley, Time Is Passing, Pure and Easy, Love Ain’t For Keeping, Going Mobile und Let’s See Action (Mai bis Juni 1971). Es folgten Rock is Dead – Long Live Rock (19. Mai 1972), Join Together (22. Mai 1972), Relay (26. Mai 1972), Put the Money Down (6. Juni 1972), Waspman (7. August 1972). Spektakulär war Quadrophenia, eines der ersten in Quadrofonie aufgenommenen Alben (Mai 1972 und Juni bis August 1973). Für die Aufnahmen zu Who Are You (Oktober 1977) und Had Enough (Dezember 1977) kehrten die Who in die Studios zurück.
Led Zeppelin nahm alle Studioalben bis einschließlich Physical Graffity (1974) in den Olympic Studios auf. Das Debütalbum Led Zeppelin (September bis Oktober 1968) entstand in etwa 36-stündiger Aufnahmedauer, weil die meisten Stücke von der Band zuvor oft live gespielt worden waren. Led Zeppelin II (Januar bis August 1969) wurde außer bei Olympic auch noch in sieben weiteren Studios aufgenommen und enthielt den Single-Millionenseller Whole Lotta Love (Mai 1969). Led Zeppelin III (Januar bis August 1970), Led Zeppelin IV (Dezember 1970 bis März 1971), Houses of the Holy (Januar bis August 1972) und Physical Graffiti (Abmischung im Oktober 1974) folgten. Supertramp nahm das Album Indelibly Stamped in den Olympic Studios auf (März bis April 1971).
The Pentangle nahmen hier ihr gleichnamiges und von Shel Talmy produziertes Debütalbum auf (Februar bis März 1968), auch die späteren Alben Cruel Sister (September 1970) und Reflection (März 1971).

## Jimi Hendrix
Jimi Hendrix begann am 21. Oktober 1966 mit seinem Debüt-Hit Hey Joe in den Londoner De Lane Lea Studios, den er zuvor erstmals am 18. Oktober 1966 im Pariser Olympia live gespielt hatte. Danach war er regelmäßiger Gast in den Olympic-Studios und vollendete dort seinen ersten Hit am 23. Oktober 1966. Es folgten The Wind Cries Mary / Fire (3. Februar 1967), Purple Haze / No no no no (7. Februar 1967), I Don’t Live Today (23. Februar 1967), Manic Depression / Remember (29. März 1967), Are You Experienced (3. April 1967), She’s so Fine / Taking Care of no Business / Cat Talkin’ to Me (4. Mai 1967), You Got Me Floating / Rainy Wish (3. Oktober 1967), Little One (5. Oktober 1967), South Saturn Delta (25. Oktober 1967), Wait Until Tomorrow / Ain’t no Telling (26. Oktober 1967), Spanish Castle Magic / Instrumental Jam (27. Oktober 1967), Castles Made of Sand / Bold As Love (29. Oktober 1967), Crosstown Traffic (21. Dezember 1967) und All Along the Watchtower (21. Januar 1968). Die Alben Are You Experienced (Oktober 1966 bis April 1967 bei De Lane Lea Studios, Abmischung bei Olympic) und Axis: Bold as Love (Mai bis Juni 1967, Oktober 1967) entstanden ebenfalls in den Olympic Studios.

## The Beatles, Wings
Die Beatles standen beinahe ausschließlich in den EMI-eigenen Abbey Road Studios vor den Mikrofonen. Ausnahmsweise suchten sie am 11. Mai 1967 für Baby You’re a Rich Man die Olympic Studios auf. Auch die Arbeiten zu All You Need Is Love begannen am 14. Juni 1967 in den Olympic Studios. Am 5. Mai 1969 und 6. Mai 1969 entstanden Aufnahmen für das Album Abbey Road. Am 5. Mai standen Overdubs für George Harrisons Komposition Something auf dem Programm, dabei nahm Paul McCartney eine neue Bass-Spur und Harrison eine neue Gitarren-Spur auf. Am nächsten Tag folgten Aufnahmen für You Never Give me Your Money. Glyn Johns erhielt von den Beatles den Auftrag, aus den zahlreichen Aufnahmen, die während der Let-It-Be-Sessions entstanden waren, ein Album zusammenzustellen. Johns nahm dafür die Bänder mit in die Olympic Studios, um sie dort abzumischen. Seine erste Version entstand in der Zeit vom 10. bis zum 13. März 1969. Im Mai 1969 folgte eine Überarbeitung dieser Version, die Johns am 28. Mai 1969 fertigstellte. Am 5. Januar 1970 folgte eine weitere Überarbeitung. Die Beatles waren immer noch nicht zufrieden, so dass im Dezember 1969 Glyn Johns beauftragt wurde, eine neue Version des Albums als Soundtrack zu erstellen, der zum Songmaterial des gleichnamigen Films passen sollte. Am 5. Januar 1970 hatte Glyn Johns eine neue Fassung des Albums erstellt. Auch diese Version konnte die Beatles nicht überzeugen und blieb unveröffentlicht. Erst die spätere Überarbeitung durch Phil Spector führte zur Veröffentlichung am 8. Mai 1970.
Auch die Band Wings nahm in den Olympic Studios auf, so 1973 Single Pigeon für das Album Red Rose Speedway.

## Rockmusik
In den Olympic Studios wurde ein breites Spektrum der Rockmusik produziert. So etwa die LP Odissey and Oracle der The Zombies (Juni bis August 1967), die LP Leon Russell (September bis Oktober 1969) oder die Easybeats-LP Good Friday (Juni bis August 1967). The Move begann am 16. November 1967 für die Single Fire Brigade (mit Geräuscheinspielungen einer Feuerwehrsirene) bei Olympic, beendeten die Aufnahmen aber erst ein Jahr später bei am 23. Dezember 1967 in den De Lane Lea-Studios. Als sich Traffic für das Album Mr. Fansasy (April bis November 1967) in Studio B aufhielt, befanden sich gleichzeitig die Rolling Stones für die LP Their Satanic Majesties Request in Studio A.
Die Gruppe Family nahm hier sechs Alben auf, beginnend mit Music in a Doll’s House (Juni bis Juli 1968) und endend mit It’s Only a Movie (August bis September 1973). Blind Faith nahm hier das gleichnamige Album auf (20. Februar bis 24. Juni 1969). Die Howlin’-Wolf-LP The London Sessions (2. bis 7. Mai 1970) entstand aus einer kombinierten Session mit dem Blueskollegen Muddy Waters, der am selben Termin seine LP Muddy Waters & Howlin’ Wolf Revisited aufnahm. Derek and the Dominos nahmen hier das Album The Last Sessions auf (Mai 1971). Die Eagles ließen hier ihr Debütalbum Eagles mit der Single-Auskopplung Take it Easy (Februar 1972) produzieren; Glyn Johns schuf hiermit ein neues Format im Country-Rock. Beim Eagles-Album On the Border gab es Schwierigkeiten. Während sich die Band in den Aufnahmesessions an härteren Klängen versuchte, wurde der Musikproduzent Glyn Johns nach den Aufnahmen für die beiden Titel You Never Cry like a Lover und Best of My Love durch Bill Szymczyk ersetzt und die Sessions in die Tonstudios der Record Plant nach Los Angeles verlegt. Der Wechsel wurde damit begründet, dass Johns in der Produktion die Country-Elemente und die Harmonien betone, während Frey und Henley einen härteren Sound beabsichtigten.

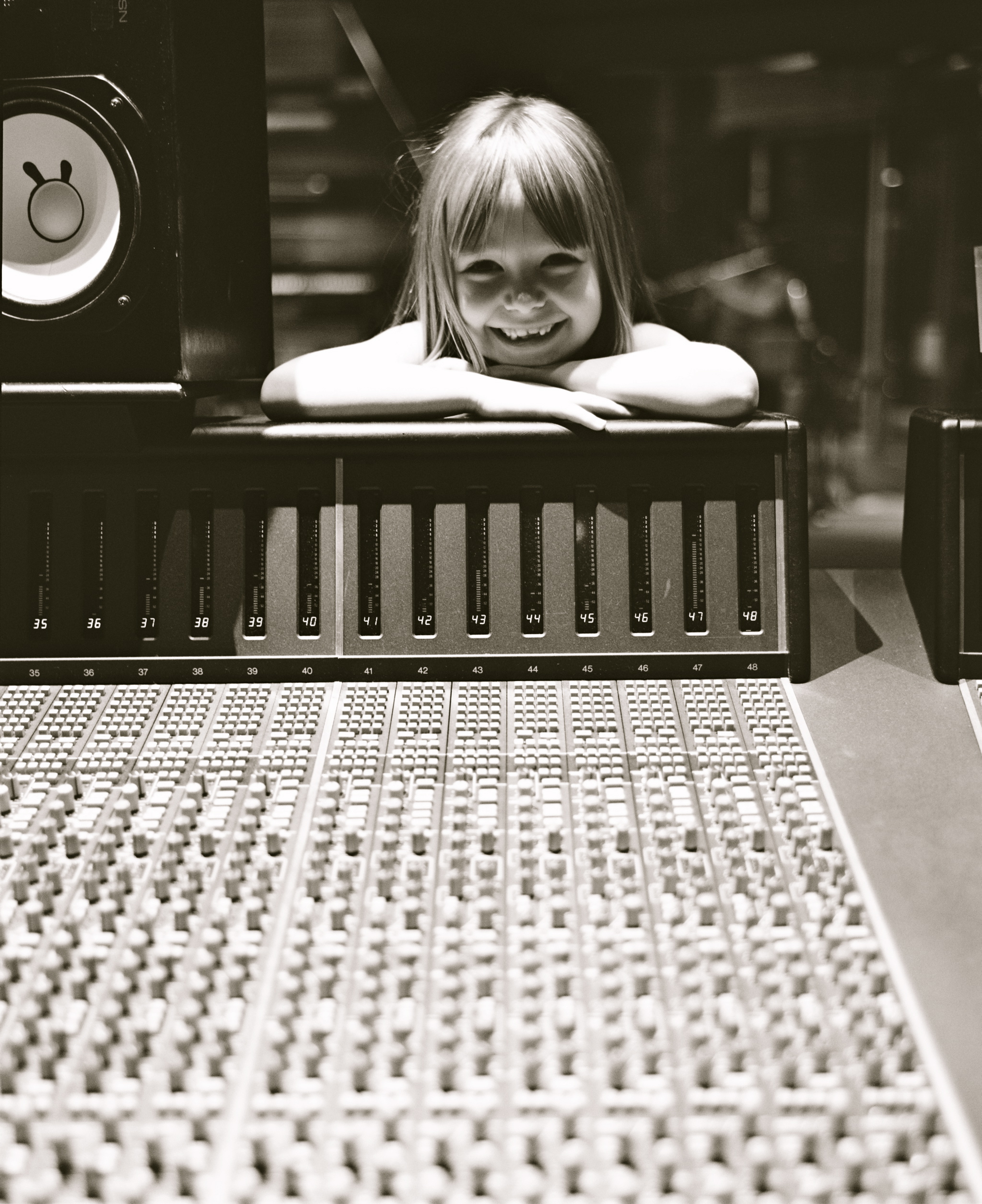
Connie Talbot am Mischpult in den Olympic-Studios

Die Single Superstar zum Musical Jesus Christ Superstar entstand am 5. Oktober 1969 mit Achtspurtechnik, noch bevor die Produktion der Soundtrack-LP Jesus Christ Superstar begann (März 1970). Jesus Christ Superstar war zunächst eine Rock-Oper, bevor sich hieraus ein Theater-Musical entwickelte. Auch der Soundtracks zum Musical Evita entstand hier (April bis September 1974), ebenso wurde der Soundtrack für die Rocky Horror Picture Show bei Olympic in Studio 2 aufgenommen (August 1975). Queen suchte für die Alben A Night at the Opera (August bis November 1975) – allerdings nicht der hierauf enthaltene Hit Bohemian Rhapsody – und The Miracle (Januar 1988 bis Januar 1989) die Studios auf. Eric Clapton vertraute den Studios bei seinen Alben Slowhand (Mai 1977) und Backless (November 1978), Perry Como erschien hier für sein Album Where You’re Concerned (Juni 1977), Tony Hendrik produzierte hier für seine Entdeckung A La Carte die LP Do Wah Diddy Diddy Round (März 1980), Pink Floyd nahm hier zwischen Juli und Dezember 1982 die LP The Final Cut auf. Duran Duran kam für die LP Liberty (9. Oktober 1989 bis März 1990).
Prince spielte für seine Alben Diamonds and Pearls (1991), The Hits/The B-Sides (1993) und Rave Un2 the Joy Fantastic (1999) Songs in den Olympic Studios ein. Marius Müller-Westernhagen nahm seine LP Affentheater zwar in den Tonstudios der avantgardistischen Kölner Can auf, ließ sie aber in den Olympic Studios abmischen (August 1994). Auch die ersten beiden Alben der Spice Girls mit Namen Spice (April 1995 bis Oktober 1996) und Spiceworld (Juni 1997) wurden dort aufgenommen. The Verves Album Urban Hymns entstand in den Olympic Studios zwischen dem 13. Oktober 1996 und dem 4. August 1997. Oasis kam für die LP Standing on the Shoulder of Giants (April bis August 1999), Nick Cave and the Bad Seeds für I Feel so Good (28. Mai 2002).
Die damals erst siebenjährige Connie Talbot wurde in der britischen Talentshow Britain’s Got Talent entdeckt und nahm in den Olympic-Studios am 12. Oktober 2007 die LP Over the Rainbow auf. U2 waren mit dem von Brian Eno und Steve Lillywhite produzierten Album No Line on the Horizon (Mai 2007 bis Dezember 2008 in mehreren Studios; Abmischung im Dezember 2008 bei Olympic; veröffentlicht im Februar 2009) die letzte Band, bevor die legendären Studios für immer geschlossen wurden.

## Personalien und Organisation
Keith Robertson Grant (* 16. Februar 1941, † 18. Juni 2012) begann 1957 bei den Regent Sound Studios und kam 1958 kurz nach der Gründung zu Olympic, wo er 1961 zum Studiomanager aufstieg. Grant war einer der wichtigsten Toningenieure der Beatmusik, denn er war für etwa 120 Top-20-Hits verantwortlich. Auch Richard „Dick“ Swettenham war seit Beginn als Toningenieur und Designer von Studioequipment dabei. Toningenieur Eddie Kramer kam 1966 von den Advision Studios zu Olympic, machte sich jedoch bereits im Jahre 1969 selbständig. Glyn Johns (* 15. Februar 1942) kam 1966 von dem Konkurrenzstudio IBC, wo er am 11. März 1963 von den Rolling Stones entdeckt wurde, als er deren fünf Demoaufnahmen Decca Records präsentierte. Die Rolling Stones brachten ihn im Oktober 1966 zu den Olympic Studios. Auch wenn er die meiste Zeit hier verbrachte, war er ab Oktober 1965 – zunächst in den Pye Recording Studios – der erste unabhängige Toningenieur Englands.
Im Jahre 1966 verkaufte Angus McKenzie seine Anteile am Tonstudio an Cliff Adams und Keith Grant. Diese wiederum veräußerten die längst renommierten Studios 1987 an Virgin Records, die die Studios technisch umbauen ließen und 1988 neu eröffneten. Grant verließ mit der Übernahme durch Virgin Records 1987 die Studios. Sie gewannen fünfmal die Auszeichnung „Best Recording Studio“ vom Magazin Music Week.

## Schließung 2009
Im EMI-Konzern gab es 1992 durch den Kauf von Virgin Records – die seit 1987 Eigentümer der Olympic Studios waren – zwei Tonstudios. Deshalb entschied sich EMI, die Olympic-Studios am 30. Januar 2009 zu schließen und sich auf die Abbey Road Studios zu konzentrieren. Mit dem im Februar 2010 erzielten Kaufpreis von 3,5 Millionen Pfund beabsichtigte EMI, seine Schulden von 2,6 Milliarden Pfund zu vermindern und veräußerte das verlustbringende Studio mit seinen elf Angestellten an einen Geschäftsmann. Nick Coleman vermutete, dass die Schließung der Studios auf tiefergehende Probleme hinweise, denen sich die traditionelle Aufnahmetechnik insgesamt gegenübersehe. „Wir verlieren durch die Schließung keine Musik, sondern nur einen kleinen Teil des historischen Hinterlands.“ Seit April 2013 befindet sich das mit 120 Sitzen ausgestattete „Olympic Cinema“ in den ehemaligen Tonstudios.